# 大宮屠場
大宮屠場（おおみやとじょう）は、埼玉県さいたま市大宮区堀の内町に所在していた屠場。

## 概要
見沼代用水西縁に架かる堀の内橋のそば（現在はグランドシティ）に所在していた。東京都にある芝浦屠場は高級牛を取り扱うのに対し、大宮屠場では乳牛などランクのあまり高くない牛を扱っていた。
現在後継の施設として、さいたま市営と畜場が1961年12月15日より操業している。